# Епос
Епосът е един от трите основни литературни рода в литературната традиция (другите два са лириката и драмата). Представлява една или повече случки, за които се разказва. Характеризира се със сюжет и разгърнато повествование. Епосът има сюжет, за разлика от лириката. Ползва се немерена реч.
Епосът е жанр, който се използва непрестанно през цялата Античност. Тогава и през Средновековието се развива стихотворният епос – епопеята, новелата, идилията, легендата. През 16 – 17 век се утвърждава прозаичният епос (белетристиката) – повест/новела, разказ, роман, фейлетон, пътепис и др. Поради това в днешно време понятието „епос“ често се възприема за синоним на думата „проза“.
Във фолклора на редица народи, например славяните, присъства богата литературна традиция от епически произведения. Често срещан жанр в народния епос е героичната песен – повествование в стихове, което разказва за юнаци (герои), влизащи в епичен двубой с общ враг за защита и утвърждаване на свещените ценности на етноса: свободата, земята, рода (кръвта) и вярата.
Епическите произведения са създадени сравнително късно спрямо значимото събитие, което изобразяват – Троянската война се е състояла ок. 12 век пр.н.е., а „Илиада“ е записана 8 век пр.н.е. В тези случаи говорим за „епическа дистанция“ на творбата от събитието. Тя определя и характеристиките на епическите произведения – идеализация на историческото събитие, както и на героите, участвали в него. Те са представени чрез хиперболизация на войнските си качества и изразяват колективната представа за морал и красота. Пример в българската литература са текстовете от „Епопея на забравените“ на Иван Вазов, макар и описващи герои и събития не толкова отдалечени във времето.

## Видове
Най-общо епосите могат да се обособят в два типа:

### Архаичен епос
Архаичният епос, известен още и като митологичен епос, възниква при оформянето на племенните общности в Древна Гърция. Поради устната форма на неговото създаване и разпространение, първообразите му са изчезнали и за тях се съди по следите, които оставят в класическия епос. За архаичния епос е в сила митологичното противопоставяне между свое (човешко) и чуждо (демонско). На преден план в повествованието стои грандиозната борба между тези сили. Човешките врагове най-често са хронични, т.е. свързани с долния, подземния свят, с болестите и смъртта. Човешкото племе принадлежи към „средната земя“ и се ползва с покровителството на божествения небесен свят. Постоянното противоборство между силите на доброто (хората) и силите на злото (демоните) символизира защитата на утвърдения в митологичните времена космичен ред от силите на хаоса.

### Класически епос
Класическият епос, известен още и като историко-героичен епос, възниква на етапа на ранното държавно обособяване. Основният конфликт, отразен в него, е конфликтът между племена или етноси, воюващи за територии и блага. Епичният герой е водач, който концентрира в себе си племенната мощ. В класическия епос от Средновековието героят е и защитник на религиозната кауза (крал Артър, например). Най-висок художествен израз старогръцкият героичен епос има в творчеството на Омир и най-вече в „Илиада“.
Епопеята е повествование в стихове за герои и за масови подвизи в историята на един народ („Илиада“ от Омир, „Песен за Ролан“, „Кървава песен“ от Пенчо Славейков).

## Значими епоси
Някои от най-значимите епоси в световната литература са:
- Епос за Гилгамеш (Месопотамия)
- Илиада и Одисея (Древна Гърция)
- Рамаяна и Махабхарата (Индия)
- Попол Вух
- Калевала
- Беоулф (англосаксонска)
- Песен за Нибелунгите (германска)
- Песен за Сид
- Песен за Роланд

## В България
Обикновено певческите изпълнители на български героични песни са само мъже, които имат певческа и поетична дарба. Те са част от обредно-ритуалните практики: сватби, кръщене, събори.